# Aneogmena compressa
Aneogmena compressa är en tvåvingeart som först beskrevs av Baranov 1936.  Aneogmena compressa ingår i släktet Aneogmena och familjen parasitflugor.
Artens utbredningsområde är Taiwan. Inga underarter finns listade i Catalogue of Life.